# So Tired
«So Tired» es una canción de Ozzy Osbourne, publicada como segundo sencillo del álbum Bark at the Moon de 1983. Se trata de una balada con una introducción de piano.

## Vídeo musical
Durante la filmación del vídeo musical de "So Tired", Osbourne fue herido en su garganta por un pedazo de vidrio roto luego de que un espejo explotara. Este incidente causó la cancelación de algunas fechas de la gira en soporte del álbum. Todos los personajes en el vídeo fueron interpretados por el mismo Osbourne.